# (8858) Cornus
(8858) Cornus (1991 PT7) – planetoida z grupy pasa głównego asteroid okrążająca Słońce w ciągu 3,71 lat w średniej odległości 2,39 au. Odkryta 6 sierpnia 1991 roku.